# Aeroportul Internațional Kota Kinabalu
Aeroportul Internațional Kota Kinabalu (IATA: BKI, ICAO: WBKK) este un aeroport din Kepayan⁠(d), West Coast Divizia, Sabah, Malaysia ce deservește zona Kota Kinabalu. Aeroportul a fost tranzitat în 2021 de 1.106.165 de pasageri. A fost deschis în 1943 și numit după zona deservită.
Situat la o altitudine de 3 m, aeroportul dispune de 1 pistă. Este operat de Malaysia Airports⁠(d).

## Infrastructură

### Piste
Aeroportul dispune de o singură pistă. Pista 02/20 are suprafața de asfalt și dimensiunile 3.780 m × 45 m. 